# The Joshua Tree
The Joshua Tree (укр. Дерево Джошуа) — п'ятий студійний альбом ірландського рок-гурту U2, спродюсований Даніелем Лануа та Браяном Іно, і виданий 9 березня 1987 року на лейблі Island Records. На відміну від експериментального ембієнтного звучання своєї попередньої роботи, на The Joshua Tree U2 прагнули до більш безкомпромісного рок-звучання в межах традиційної структури пісень. Музичний стиль альбому зазнав вплив американської та ірландської народної музики, а лірика наповнена свідомим політичним підтекстом та прикрашена духовними образами. The Joshua Tree демонструє ставлення гурту до США з позиції «любов-ненависть», в соціальному плані.
Натхненні гастролями по Америці, її літературою та політикою, U2 обрали саме цю країну як тему для своєї нової платівки. Запис розпочався в січні 1986 року в Ірландії, і, крім двох професійних студій, вона також проходила в домашніх умовах, що сприяло створенню спокійної, творчої атмосфери. Деякі події під час сесій — участь гурту у благодійному турне A Conspiracy of Hope, смерть Грега Керролла (гастрольного менеджера U2), і подорож Боно до Центральної Америки — допомогли сформувати свідомий тон альбому. Запис був закінчений в листопаді 1986 року, пост-продакшн тривав до січня 1987 року. Протягом всього запису, U2 прагнули до підходу, який отримав назву «кінематографічність в музиці» щоб викликати у слухача почуття присутності, зокрема, на теренах Америки. Також музиканти обіграли цю ідею у фотографії на обкладинці альбому, де вони зображені на тлі пейзажів американської пустелі.
The Joshua Tree отримав захоплені відгуки від критиків, очолив чарти багатьох країн та розійшовся рекордним накладом. На думку редакторів Rolling Stone, альбом перетворив гурт «з героїв в суперзірок». Альбомні хіт-сингли «With or Without You», «I Still Haven't Found What I'm Looking For» і «Where the Streets Have No Name» стали візитною карткою гурту. В 1988 році альбом отримав дві премії «Греммі» у номінаціях «Альбом року» і «Найкраще вокальне рок-виконання дуетом або гуртом». В 1987 році був організований тур на підтримку альбому. The Joshua Tree регулярно фігурує в числі найважливіших альбомів в історії рок-музики і є одним з найбільш продаваних у світі, з більш ніж 25 мільйонів проданих примірників. У 2007 році вийшло спеціальне ювілейне перевидання альбому з різними бонусами.

## Передумови
До The Joshua Tree U2 випустили чотири студійні альбоми і були міжнародно успішним гуртом, зокрема, завдяки своїм концертним виступам (вони гастролювали щорічно протягом 1980-х років). Гурт зміцнив міжнародний успіх та піднявся на нову творчу щабель після видання альбому The Unforgettable Fire в 1984 році, подальшого турне та участі в благодійному концерті Live Aid в 1985 році, крім того все це підігріло інтерес до їх наступного альбом серед публіки. U2 почали писати новий матеріал в середині 1985 року, по закінченні турне Unforgettable Fire Tour.
Менеджер гурту Пол МакГіннесс говорив, що The Joshua Tree виник з «великого роману» гурту з Америкою, оскільки U2 щороку здійснювали п'ятимісячне турне по Сполученим Штатам у першій половині 1980-х. Напередодні альбомних сесій вокаліст Боно читав твори американських письменників, таких, як Норман Мейлер, Фланнері О'Коннор та Раймонд Карвер, щоб зрозуміти, за словами редактора Hot Press Нейла Стоукса, «тих, на околиці обітованої землі, відрізаних від американської мрії». Після гуманітарного візиту в Ефіопію разом зі своєю дружиною Алі в 1985 році, Боно сказав: «Проводячи час в Африці та побачивши людей у ямах злиднів, я все ще бачив дуже сильний дух у народу, багатство духу, якого я не побачив, коли я повернувся додому… я бачив лише розбещену дитину західного світу. І я почав думати: „Вони мають фізичну пустелю, але у нас є інші види пустель“. І це привернуло мене до пустелі, вона була якимось символом».
В 1985 році Боно взяв участь у проекті Стівена Ван Зандта Sun City, спрямованим на боротьбу з апартеїдом, під час якого провів деякий час з Кітом Річардсом та Міком Джаґґером. Коли Річардс та Джаггер грали блюз, Боно був збентежений своїм недостатнім знайомством з цим жанром, оскільки більшість музичних знань U2 почалася з панк-року за часів їхньої юності в середині 1970-х. Боно зрозумів, що у U2 «не було традицій», і він відчував, як ніби його гурт був «з космосу». Це надихнуло його написати пісню з яскраво вираженим блюзовим впливом «Silver and Gold», яку він записав разом з Річардсом та Ронні Вудом. До того часу в U2 була антипатія до музичних коренів, але після співпраці з американським гуртом The Waterboys та їх ірландськими колегами Hothouse Flowers музиканти відчули сенс ірландської народної музики, змішаної з американським фолком. Дружні відносини з Бобом Діланом, Ваном Моррісоном та Річардсом спонукали U2 озирнутися назад до коренів рока і зосередили Боно на його навичках композитора та автора текстів. Він пояснив: «Раніше я думав що написання слів було старомодним методом, таким чином я робив начерки. Записував слова на мікрофон. Для The Joshua Tree я відчував, що прийшов час, щоб написати слова, які означали щось із мого досвіду». Ділан розповів Боно про вплив ірландської музики на свою власну творчість, і надалі Боно показав свій власний інтерес до музичних традицій виконавши дуетом пісню «In a Lifetime» разом з кельтським фолк-гуртом Clannad.
Гурт хотів дотримуватися фактур The Unforgettable Fire, але на відміну від нього, на якому часто мало місце несфокусоване експериментування, вони прагнули створити більш важкий, різкий звук в межах більш строгих структур пісні. Гурт називав цей підхід роботою з «основними кольорами» рок-музики: гітарою, басом та ударними. Едж був більш зацікавлений у європейській атмосфері The Unforgettable Fire і спочатку неохоче пішов за прикладом Боно, який, натхненний інструкцією Ділана «повернутися до витоків», шукав більше американський, блюзовий звук. Незважаючи на відсутність консенсусу по музичному напрямку, члени гурту погодилися, що вони відчували себе роз'єднаними з домінуючими в той час синті-попом та новою хвилею і хотіли продовжувати робити музику, яка контрастує з цими жанрами. Наприкінці 1985 року U2 переїхали в недавно куплений будинок Ларрі Маллена-молодшого, щоб почати працювати над матеріалом, написаним під час попереднього турне. Цей матеріал містив демо-версії, які пізніше стали піснями «With or Without You», «Red Hill Mining Town», «Trip Through Your Wires» і «Womanfish». Едж згадував цей час, як складний період з почуттям «руху в нікуди», попри те, що Боно визначив Америку як тему для альбому.

## Історія створення
«Під час запису [The Unforgettable Fire] ми багато експериментували, зробили ряд достатньо революційних ходів. І, готуючись до The Joshua Tree, ми порахували, що, можливо, більш доречні обмеження, ніж можливості. Ми вирішили: „Давайте просто напишемо пісні“. Нам хотілося, щоб майбутня платівка була менш невизначеною, імпресіоністською, але прямою, зосередженою та короткою»
Успішне співробітництво з Браяном Іно і Даніелем Лануа на записі The Unforgettable Fire спонукало U2 запросити їх знову. Ларрі Маллен був радий працювати з ними, тому що, за його словами, це «перші продюсери U2, зацікавлені звучанням ритм-секції». Звукорежисером виступив Марк Елліс, більш відомий як «Флад». U2 були вражені його роботою з Ніком Кейвом; крім того, Гевін Фрайдей порекомендував Боно Елліса, спираючись на співпрацю з ним в часи існування гурту Virgin Prunes. U2 попросили Елліса створити «відкрите, атмосферне звучання… з повним сприйняттям місця, в якому ти знаходишся», прохання, як їм тоді здавалося, не зовсім звичайне.
Маючи намір випустити альбом наприкінці 1986 року, в січні U2 організують студію в Danesmoate House, Ратфарнем, передгір'ї Віклов. Гурт планував створити на місці запису особливу атмосферу, як це було з замком Слейн на записі The Unforgettable Fire в 1984 році. Саморобна диспетчерська з пристроями запису та пультом мікшера була встановлена в їдальні, суміжній з вітальнею кімнатою, в якій відбувався запис. Великі двері, що розділяли кімнати, були замінені на скляне вікно з метою підтримки розслабленої, «нестудійної» атмосфери. Велика вітальня з високою стелею та дерев'яними підлогами створювала просто оглушливе звучання ударних. За свідченням Лануа: «це було голосно, але дійсно щільно та здорово, дуже музично». Лануа також здалося, що ця кімната була кращою, ніж у Слейн; він був вражений середньочастотними звуками, «в яких і живе музика», властивість, яка, на його думку, і стала вирішальною в успіху The Joshua Tree.
U2 використовували перевірений метод запису: прослуховування саундчеку, джеми, робота з книгою текстів Боно. Проте, після запису The Unforgetable Fire один з аспектів помінявся: тепер замість запису кожного інструменту окремо і їх подальшого зведення в єдиний мікс, всі композиції (окрім двох) були записані колективно, «вживу». Методи написання текстів також змінилися: творчий дует Боно і Еджа поступово виходить на передній план, пропонуючи основні ідеї тієї чи іншої композиції іншим учасникам гурту. Іно і Лануа працювали з гуртом в різний час за схемою «один продюсер на тиждень або два». Вони заохочували інтерес U2 до більш старих музичних жанрів, особливо до американської музики. Більш сучасні впливи укладали в собі структурне гітарне звучання в стилі The Smiths і My Bloody Valentine. Збагатився музичний словник гурту, що полегшило взаємодію з технічною командою. Однією з перших завершених композицій стала «Heartland», що з'явилася під час репетицій The Unforgettable Fire і згодом потрапила до альбому Rattle and Hum. Додаткові сесії в студії STS Studios в Дубліні з продюсером Полом Барреттом започаткували «Bullet the Blue Sky» і дали розвиток «With or Without You». «With or Without You» і «I Still Haven't Found What I'm Looking For» були завершені у короткий термін, вселивши в гурт впевненість у правильності обраного шляху.

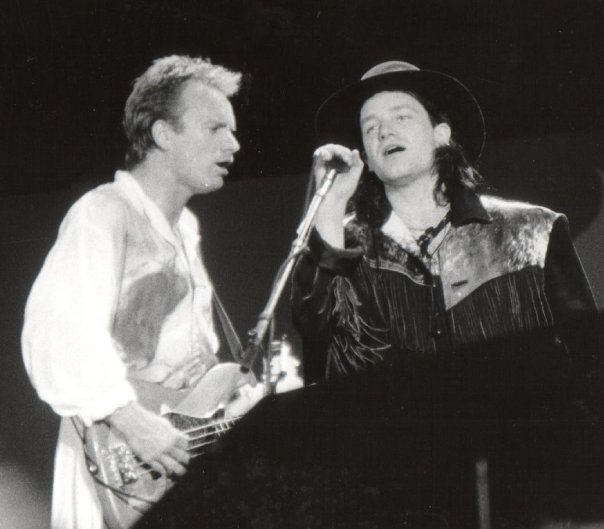
Боно і Стінг на концерті під час A Conspiracy of Hope 15 червня 1986 року

U2 перервали запис альбому, щоб взяти участь у турі A Conspiracy of Hope, організованому Міжнародною амністією 1986 року. Ці виступи додали гуртові сил та енергії і дали можливість сфокусуватися на тому, про що вони хотіли сказати. На думку Адама Клейтона тур показав «„шорсткість“ матеріалу, в його нинішньому вигляді» та прагнення колективу, звернути увагу на «одноманітність та жадібність Америки, під керівництвом Рональда Рейгана». У липні Боно разом зі своєю дружиною Елі здійснив поїздки в Нікарагуа і Сальвадор, де на власні очі побачив страждання простого народу, з туги політичними конфліктами та американським військовим втручанням. Ці події лягли в основу композицій «Bullet the Blue Sky» і «Mothers of the Disappeared». Асистент та дорожній агент Боно, 26-річний Грег Керролл, розбився на мотоциклі в Дубліні, і пригнічений гурт вилетіла до Нову Зеландію на його похорон.
Запис The Joshua Tree відновився 1 серпня 1986 року в Дубліні на студії Windmill Lane і протривав аж до кінця року. Місцем запису також став і особняк, придбаний Еджем. «Mothers of the Disappeared» і «Bullet the Blue Sky» були завершені саме там. За свідченням Лануа, «велика частина матеріалу була записана саме в будинку Еджа, в той час як тональність майбутнього альбому була створена на сесіях в Danesmoate». Жовтень 1986 приніс U2 творчий підйом, який, проте, був пригнічений Лануа для того, щоб гурт встиг закінчити альбом у встановлений термін. У листопаді 1986 року запис був зупинений. Для кожної композиції існував попередній мікс (зроблений прямо під час її запису), який служив, за словами Лануа, «знімком в дорозі… оскільки іноді ви заходите занадто далеко». Роббі Робертсон, колишній гітарист The Band, який приїхав до Дубліна, щоб завершити свій сольний альбом, продюсером якого був Лануа, записав дві композиції спільно з U2, включивши їх до свого дебютного однойменного альбому.
Едж говорив, що до аранжування та продюсування кожної пісні підходили індивідуально і що, хоча існувала чітка установка, вони були готові частково пожертвувати цілісністю, щоб грамотно завершити кожну пісню. Останні тижні були божевільним поривом закінчити роботу; і гурт, і технічна команда були виснажені. Даніель Лануа і Пет Маккарті мікшували альбом в особняку Еджа; Іно і Флад до фінального відома мали мінімальне відношення. Наприкінці грудня U2 найняли Стіва Ліллівайта, продюсера перших трьох альбомів гурту, для мікшування потенційних синглів, тобто зробити їх звучання більш відповідним для радіоефіру. Цілодобова присутність Ліллівайта в студії (також як і його ідеї) викликали невдоволення Іно і Лануа.
В січні 1987 року U2 повернулися в студію, щоб дописати матеріал, відкладений у жовтні. Боно був гарячим прихильником випуску The Joshua Tree у вигляді подвійного альбому в комплекті з бі-сайдами, в той час як Едж був за 11-трекову версію, яка у результаті і була видана. The Joshua Tree став їх найбільш закінченою, цільної записом, з моменту виходу першого альбому.

## Зміст

### Тематика, стилі і жанри
У написанні музики для The Joshua Tree брали участь всі учасники гурту. Музичний стиль платівки спирається на американські та ірландські музичні коріння в більшій мірі ніж попередні альбоми колективу, дотримуючись порад та впливу Боба Ділана, Вана Моррісона і Кіта Річардса. Гітарні партії Еджа на альбомі, демонструють те, що згодом назвуть його «фірмовим звуком». Цей мінімалістський стиль різко контрастував з хеві-металом епохи 1980-х, який робив акцент на віртуозність та швидкість. Едж розглядав музичні ноти, як «дорогі», воліючи грати їх якомога менше, замість цього він вирішив зосередитися на більш простих частинах, які служать настроєм пісні.
В тематичному плані альбом поєднує в собі антипатію до США з глибокого зачарування музикантів цією країною, її відкритими просторами, свободою та ідеалами. Гнівна складова платівки спрямована насамперед проти жадібності адміністрації Рональда Рейгана та її зовнішньої політики в Центральній Америці. Боно пояснював: «Я почав бачити дві Америки, міфічну Америку та реальну Америку», отже через це, робочою назвою альбому була Дві Америки (англ. The Two Americas). Раніше, зробивши масштабне турне по містах Сполучених Штатів, гурт був натхненний географією країни. Таким чином, пустеля, дощ, пил і вода з'являються як ліричні мотиви впродовж всієї платівки. В багатьох випадках пустеля використовується як метафора «духовної посухи».

### Композиції
- «Where the Streets Have No Name»

Вступний риф «Where the Streets Have No Name» є багаторазовим шестинотним арпеджіо зі зміною розмірів 6
8 і 4
4 та використанням ділея для повторення нот. Текст для «Where the Streets Have No Name» був написаний як відповідь на теорію, що виникла в Белфасті, що про релігію та дохід людини можна зробити висновок ґрунтуючись на назві вулиці, на якій вона живе.
- «I Still Haven't Found What I'm Looking For»

У пісні помітно сильний вплив госпела, Боно співає про духовні сумніви у верхньому вокальному регістрі, а Іно, Лануа і Едж виконують бек-вокал на манер хору.
В тексті «I Still Haven't Found What I'm Looking For» Боно підтверджує цю віру, але співає про духовні сумніви («Я вірю в загробний світ»… «Але я все ще не знайшов те, що я шукаю»).
- «With or Without You»

В композиції Едж використовував прототип Нескінченної гітари шар за шаром додаючи ноти з ефектом сустейна, цей підхід, він уже використовував раніше на своєму сольному альбомі Captive 1986 року, який був саундтреком до однойменного фільму.
Багато що з цього було досягнуто за рахунок звукових ефектів: ділей, фідбек, стіна звуку. В рифах до «I Still Haven't Found What I'm Looking For» і «With or Without You», Едж також використовував ділей, а Боно грав на гітарі хуки з попереднього треку до «хромових дзвонів». Письменник Дерек Вайт провів математичне дослідження ритмічного малюнка ділея Еджа в спробі пояснити, чому його стиль гри на платівці привертає до себе так сильно. Для цієї пісні Вайт виявив, що шляхом ділення числа повторених ділеєм нот на темп пісні в ударах в хвилину, він досяг у числі «e», важливої математичної константи, яка використовується для пояснення багатьох природних феноменів.
- «Bullet the Blue Sky»

Боно написав пісню «Bullet the Blue Sky» після того, як відвідав Сальвадор і став свідком того, як під час військового втручання американців в громадянську війну цієї країни постраждали місцеві жителі.
Під час запису альбому Едж продовжив експериментувати з ембієнт-технікою гри, яку він використовував ще на платівці The Unforgettable Fire; В інших піснях його гітара звучала більш агресивно, наприклад «Exit» була описана Коліном Хоггом як «безперечно моторошний… гітарний вал», в той час як Ендрю Мюллер порівняв звучання гітари в «Bullet Blue Sky» з ревом літака-винищувача. Для останньої пісні платівки Едж придумав жорстку, наповнену ефектом фідбек гітарну партію, Боно попросив гітариста «передати дух Сальвадора через підсилювач», після того як повернувся переповнює почуттям обурення, відвідавши цю понівечену війною країну.
- «Running to Stand Still»

Повільне фортепіано в основі балади «Running to Stand Still» демонструє риси фолк-музики та акустичного блюзу, разом з слайд-гітарою та губною гармонікою.
На багатьох композиціях, як і в попередніх альбомах, Боно демонструє виразну вокальну техніку з відкритим горлом, яку багато критиків характеризували як «пристрасну». Журнал Spin відзначав, що дослідження гуртом музичних коренів призвело до розширення вокального стилю Боно, підкресливши, що він «володіє повним діапазоном особливостей блюзового співу, від шепоту до крику». Боно пояснює це дозрівання «моральним розслабленням», «відкриттям для себе інших голосів», а також використанням більшої стриманості в своєму співі. Його вокальний стиль, за словами Тома Даффі, став більш «динамічним», ніж на попередніх записах гурту. На «Where the Streets Have No Name», голос Боно сильно варіюється залежно від його тембру (як описував письменник Марк Батлер: «він зітхає, він стогне, він голосно видихає, він дозволяє своєму голосу розколюватися») та моменти в які він використовує рубато трохи компенсують заспівані в ритм ноти. Для музичного критика Сьюзен Фест «With or Without You» знаменує собою першу композицію, на якій він «висловив вокальний діапазон, що знижується в помітній манері».
«Running to Stand Still» була написана в контексті епідемії героїнової залежності в Дубліні 1980-х років, як і «Bad» (та певною мірою «Wire») з альбому Unforgettable Fire, Клейтон навіть називав цю пісню «Bad Part II». Смерть фронтмена Thin Lizzy Філа Лайнотта від наркотичної залежності також знайшла своє відображення в пісні.
- «Red Hill Mining Town»

Страйк шахтарів 1984 року в Англії став матеріалом для пісні «Red Hill Mining Town», яку Боно написав «очима» сімейної пари, яка постраждала від цього страйку.
- «Mothers of the Disappeared»

Боно також сприяв написанню пісень на гітарі; мелодія на іспанській гітарі в «Mothers of the Disappeared» з'явилася з пісні, яку він створив в Ефіопії, щоб вчити дітей основній гігієні. Ідея екзотичного звуку ударних у пісні «Mothers of the Disappeared» належить Брайана Іно, який пропустив записані барабани Маллена через процесор PCM-70.
Ця поїздка також стала натхненням для пісні «Mothers of the Disappeared», після зустрічі Боно з «COMADRES», групою жінок чиї діти були вбиті або пропали безвісти під час громадянської війни, часто від рук місцевої влади.
«Trip Through Your Wires», ще одна композиція, на якій Боно грає на губній гармоніці, була охарактеризована Нейлом Стоуксом як «блюзова галаслива гра».

## Бонусні треки на перевиданні 2007 року
Композиції, що включали «Walk to the Water», «Luminous Times (Hold on to Love)», «Spanish Eyes», стали бі-сайдами до запланованих синглів. «Sweetest Thing» була виключена з альбому і теж увійшла до складу бі-сайдів, оскільки гурт вважав її незавершеною та невідповідною іншим пісням. Згодом пісня була переписана як сингл для збірника The Best of 1980—1990. Композиція «Birdland» була визнана занадто гарною для бі-сайда, і її вирішили притримати до наступного релізу. У результаті 2007 року пісня була переписана під назвою «Wave of Sorrow (Birdland)» і увійшла до ювілейного перевидання The Joshua Tree.

### Тематика
Одна композиція, яка головним чином розкриває ці теми, називається «In God's Country», музичний критик Барбара Джігер інтерпретувала її як уявлення Америки в ролі «землі Обітованої». Клейтон пояснив вплив образу пустелі: «Пустеля була для нас дуже натхненною, як уявний образ для цього альбому. Більшість людей купила б пустелю за номінальну вартість та думала б, що це свого роду безплідні місця, що, звичайно, є правдою. Але в правильному настрої це також дуже позитивний образ, оскільки ви можете зробити щось з чистого аркуша, для чого пустеля підходить ідеально».
Політичні та соціальні проблеми стали матеріалом для декількох композицій з альбому. Ця поїздка також стала натхненням для пісні «Mothers of the Disappeared», після зустрічі Боно з «COMADRES», групою жінок чиї діти були вбиті або пропали безвісти під час громадянської війни, часто від рук місцевої влади. Страйк шахтарів 1984 року в Англії став матеріалом для пісні «Red Hill Mining Town», яку Боно написав «очима» сімейної пари, яка постраждала від цього страйку. «Running to Stand Still» була написана в контексті епідемії героїнової залежності в Дубліні 1980-х років, як і «Bad» (та певною мірою «Wire») з альбому Unforgettable Fire, Клейтон навіть називав цю пісню «Bad Part II». Смерть фронтмена Thin Lizzy Філа Лайнотта від наркотичної залежності також знайшла своє відображення в пісні. Композиція «Exit» оповідає про психотичного вбивцю, хоча Клейтон натякав, що строчка «Він бачив як руки, які зводять, також можуть руйнувати», камінь у город американського уряду з його суперечливою роллю в міжнародних відносинах.
«Мені подобається знаходитися там, подобається Америка, подобається відчуття безкрайнього простору, я люблю пустелі, я люблю гірські хребти, я навіть люблю міста. Таким чином, закохавшись в Америку за роки, що ми були там на гастролях, у мене були 'свої рахунки з' Америкою та спосіб, яким це зачіпало мене, оскільки Америка має певний ефект на світ останнім часом. На цьому альбомі я повинен був мати справу з ним на політичному рівні вперше, у витонченій манері»
Боно описав 1986 рік як «неймовірно поганий» безпосередньо для себе, що не могло не знайти відображення в текстах. Його шлюб був під тиском, зокрема, через тривалий період «дозрівання» альбому, також гурт зазнав критики з боку ірландських ЗМІ за участь в концерті Self Aid, а його особистий помічник Грег Керролл загинув у мото-аварії в Дубліні. Боно говорив: «Ось чому пустеля приваблювала мене як образ. Той рік дійсно був для нас пустелею». «With Or Without You» була написана в період, коли фронтмен щосили намагався приборкати свою пристрасть до подорожей, будучи музикантом зі своїми побутовими обов'язками. Пісня «One Tree Hill», названа на честь вулканічного піку на батьківщині Керролла в Новій Зеландії, описує почуття Боно на похоронах свого друга. Альбом був присвячений його пам'яті.
Релігійна віра учасників гурту також стала джерелом натхнення для багатьох текстів. Деякі критики припустили, що місце, яке Боно має на увазі в «Where the Streets Have No Name» є небесами. Деякі критики виділяли ці дві пісні, які демонструють, що гурт був в «духовному пошуку». Редактор Hot Press Найл Стоукс та Річард Гаррінгтон з The Washington Post інтерпретували «With or Without You» як на романтичний, так і на духовний манер. Біблійні посилання були присутні на інших піснях: «Bullet the Blue Sky» («Яків боровся з ангелом», образи вогню та сірки та «In God's Country» («Я стою з синами Каїна»). Том Даффі вважав альбом дослідженням «невизначеності і болю духовного паломництва через похмурий та суворий світ».

## Обкладинка і назва

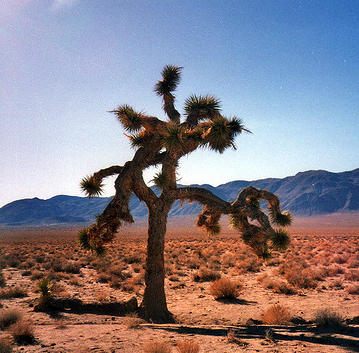
Дерево Джошуа, зображене в ілюстраціях до альбому, розташоване в пустелі Мохаве.

Дизайн обкладинки, розроблений Стівом Еверіллом, заснований на ідеї U2 створити «кінематографічне зображення» пустелі. Початковий задум полягав у зображенні зустрічі пустелі та цивілізації (однією з тимчасових назв альбому на той момент була The Desert Songs), і гурт попросив фотографа Антона Корбейна відшукати місцевість у США, яка підходила б для цього. Протягом трьох днів, з 14 по 16 грудня 1986 року U2 в компанії Еверілла та Корбейна подорожували по пустелі, роблячи знімки пустельних пейзажів та зупиняючись в придорожніх мотелях. Почавши з міста-привида Боді, гурт відвідав такі місця як Твентінайн-Палмс, Забріскі-пойнт та Долина Смерті. Для фотосесії Корбейн використовував панорамну камеру для більшого охоплення простору, однак, будучи незнайомим з її пристроєм, він не міг налаштувати фокус. Це призвело до фокусування камери на пейзажі, відсуваючи учасників гурту в сторону. Корбейн помітив, що «на щастя, було багато світла». Пізніше він заявив, що головною ідеєю знімків було зіставлення «людини та природи, ірландців в Америці».
Увечері, після першого дня зйомки, Корбейн розповів гуртові про дерева Джошуа (Yucca brevifolia), витривалих та витких рослинах в пустелях американського Південного Заходу і запропонував використовувати їх на обкладинці. Боно був радий виявити релігійне значення етимології рослини; ранні поселенці, згідно з мормонською легендою, назвали рослину на честь пророка Старого Завіту Джошуа, оскільки розтягування гілок дерев нагадувало їм Джошуа, який піднімає руки в молитві. Наступного дня Боно заявив, що альбом повинен бути названий The Joshua Tree. Було знайдено самотньо стояче дерево, що було великою удачею, оскільки ці рослини зазвичай виростають групами, а фотографія гурту на тлі декількох дерев була б менш вдалою. Фотосесія зайняла приблизно 20 хвилин. За словами Боно «було прохолодно, але пальто довелося зняти, щоб відповідати антуражу. Це одна з причин, по якій ми виглядаємо так похмуро».
Початковою ідеєю обкладинки Корбейн бачив знімок дерева Джошуа на передньому плані, з гуртом в продовженні фотографії на задній стороні обкладинки. В підсумку, для кожної сторони обкладинки були використані окремі фотографії. Зображення гурту в Забріскі-пойнт було надруковано на передній стороні, в той час як їх фото з деревом з'являється на звороті платівки. Журнал Rolling Stone відзначав, що назва та зображення дерева підходять для альбому, тематика якого торкається проблеми «стійкості в умовах повного соціального та політичного запустіння, а сама платівка занурена в релігійні образи». В 1991 році Rolling Stone поставив альбом на 97-ме місце у своєму списку «100 найкращих обкладинок альбомів усіх часів». Дерево сфотографоване для обкладинки впало приблизно 2000 року, але це місце залишається популярною пам'яткою для шанувальників U2, щоб віддати належне гуртові. Одна людина поставила там меморіальну табличку з написом «Чи знайшли Ви те, що ви шукаєте?», Як посилання на пісню «I Still Haven't Found What I'm Looking For» («я все ще не знайшов те, що я шукаю»). Існує поширена помилка, що місце фотосесія відбувалася в однойменному національному парку, більш 200 миль углиб парку. У 2011 році Гус Ван Хоув, директор голландського клубу 013 та його подруга загинули від теплового удару в віддаленій частині парку, імовірно шукаючи місце зйомок.

## Реліз і просування
Незадовго до видання платівки, Боно охопила раптова паніка, йому здавалося, що закінчений альбом був недостатньо хороший. Він мав намір зупинити друк запису на заводах, але в кінцевому рахунку одумався. Island Records витратили більше $ 100 000 на різну рекламу альбому в магазинах; президент компанії Лу Магліа назвав його «самим розрекламованим альбомом в історії компанії, ми доклали всіх зусиль». Лонгплей був виданий 9 березня 1987 року, перше видання вийшло на компакт-дисках, вінілових платівках та аудіо-касетах в той же день. Музичні магазини Великої Британії та Ірландії відкрилися опівночі, щоб задовольнити багато шанувальників, які стояли в черзі на вулиці, щоб придбати цей альбом.
На той момент The Joshua Tree став самим швидко продаваним альбомом в історії Великої Британії, було реалізовано понад 300 000 примірників протягом двох днів. 21 березня 1987 року він дебютував в хіт-параді альбомів Сполученого Королівства під номером один, провів два тижні на його вершині, і продовжував перебувати в чарті протягом 163 тижнів. В американському хіт-параді Billboard 200 альбом дебютував 4 квітня 1987 року під номером сім, що стало найвищим дебютом для студійного альбому в Америці, майже за сім років. Протягом трьох тижнів він добирався до верхнього рядка хіт-парад, де залишався протягом дев'яти тижнів. Альбом провів в загальній складності 101 тиждень в Billboard 200, 35 з них в Топ 10. 13 травня 1987 року Американська асоціація компаній звукозапису сертифікувала альбом тричі платиновим статусом. В 1987 році, на хвилі успіху всі попередні альбоми гурту знову повернулися в Billboard 200. 21 березня 1987 року альбом дебютував під номером 51 в канадському чарті RPM Top 100 Albums та опинився на його вершині всього лише два тижні потому. Протягом 14 днів з моменту випуску в Канаді було продано 300 000 копій альбому і він отримав тричі платиновий статус. Також The Joshua Tree очолив альбомні чарти в 19 інших країнах, зокрема Австрії, Швейцарії, Нової Зеландії та Швеції. Журнал Rolling Stone заявив, що альбом перетворив гурт «з героїв у суперзірок». The Joshua Tree став першим альбомом в історії, який зумів розійтися в кількості мільйон копій на компакт-дисках у США.
21 березня 1987 року «With or Without You» була видана як перший сингл з бі-сайдом «Luminous Times (Hold on to Love)» і «Walk to the Water». Сингл швидко очолив чарт Billboard Hot 100, ставши першим хітом гурту, якив підкорив американський хіт-парад. Також ця пісня очолила чарт синглів в Канаді, в той час як у Великій Британії вона досягла лише 4 рядка, а в Нідерландах до 2. Спочатку гурт планував використати «Red Hill Mining Town» як другий сингл. Тим не менш, музиканти залишилися незадоволені кліпом знятим Нілом Джорданом, у Боно і Маллена виникли труднощі під час виконання пісні на репетиції. У кінцевому рахунку, гурт відмовився від цієї ідеї. Замість цього, як другий сингл була обрана «I Still Haven't Found What I'm Looking For», яка і була видана в травні 1987 року з треками «Spanish Eyes» і «Deep in the Heart» як бі-сайдами. Як і його попередник, сингл очолив Billboard Hot 100, тим самим U2 отримали другий сингл поспіль, який очолив хіт-парад Америки. Також пісня досягла 6 рядка в чарті Великої Британії, Канади та Нідерландів. У травні продажі альбому перевищили 7 мільйонів копій у всьому світі.
Композиція «Where the Streets Have No Name» стала третім синглом альбому і була видана в серпні 1987 року з «Sweetest Thing», «Silver and Gold» і «Race Against Time» як бі-сайдами. Сингл посів 7 рядок у Нідерландах, 4 в хіт-параді UK Singles Chart і дістався до 13 рядку в США. Всі ці три сингли очолили ірландський хіт-парад синглів і потрапили в Топ 20 аналогічних чартів Великої Британії, США, Канади, Нової Зеландії та Нідерландів. Композиція «In God's Country» була видана як четвертий сингл виключно в Північній Америці в листопаді 1987 року, вона досягла 44 в Billboard Hot 100 і 48 рядків, як імпорт-сингл у Великої Британії. «One Tree Hill» була видана як четвертий сингл в Австралії та Новій Зеландії в березні 1988 року, пісня була написана для Нової Зеландії — батьківщини Грега Керролла (загиблого друга Боно), і посіла першу сходинку чарту синглів, в цій країні. До кінця 1988 року The Joshua Tree був проданий у кількості понад 14 мільйонів примірників у всьому світі.

## Відгуки критиків
Альбом отримав визнання з боку критиків та найкращі відгуки, яких U2 коли-небудь удостоювалися. Rolling Stone писав: «Для гурту, який спеціалізується на надихаючих жестах, жестах „Важливіше самого життя“, а гурт твердо вирішив бути значимим, The Joshua Tree звучить дійсно слушно». Стів Морс з The Boston Globe випробував схожі почуття: «Це духовний звіт, загорнутий в музику, яка ставить здоровий баланс між пишнотою останнього альбому, The Unforgettable Fire, і більш вулканічним роком ранніх років». Морс назвав його «самої стимулюючою роботою в цей момент» та «найважливішою рок-записом нового року». Журнал Q присвоїв альбому п'ять зірок з п'яти, відзначаючи, що їх «повторний винахід стадіонного року звучить так само пристрасно, як і колись» і що альбом встановлює «точний баланс між потужністю та пристрастю». NME також похвалив альбом, назвавши його «сміливою платівкою» та «найкращою з усього, що може з'явитися в 1987… Це музика людей, які все ще шукають, все ще дивляться…». Том Даффі з Orlando Sentinel писав, що композиції володіють «радісною міццю», яка, «подібно гілкам дерева Джошуа, тягнеться вгору в повному контрасті з безплідним музичним середовищем сучасного рок-радіо». Він похвалив учасників гурту, назвавши вокал Боно «болісним», ритм-секцію Клейтона та Маллена «бритвенно-гострою», а гру Еджа «найкращою… як ніколи».

## The Joshua Tree Tour
Після виходу The Joshua Tree U2 організували світовий концертний тур The Joshua Tree Tour. Він почався в квітні 1987 року і тривав до грудня: включав 109 концертів і був розділений на три частини. Під час першої та третьої частин туру музиканти відвідали США, в той час як у другій частині виступали в Європі. The Joshua Tree підняв гурт на новий рівень популярності; U2 мали постійні аншлаги і постійно виступали на таких майданчиках, як арени та стадіони; гурт відіграв свою музику більш ніж для трьох мільйонів осіб. Пісні з альбому стали головними хітами сет-листа турне, оскільки гурт регулярно виконував вісім з одинадцяти композицій нового альбому, і єдиною піснею, яку вони не грали була «Red Hill Mining Town».
Як і попередні тури гурту, The Joshua Tree Tour був мінімалістичним та строгим, і U2 використали цю ситуацію для того, щоб звернутися до політичних та соціальних проблем. Однією з таких проблем була ідея скасування святкування Дня Мартіна Лютера Кінга в Арізоні, яку запропонував губернатор штату Еван Мечем. Протягом всього турне гурт продовжував вивчати витоки американської музики: вони співпрацювали з фолк-музикантом Бобом Діланом, блюзменом Б. Б. Кінгом та гарлемским госпел-хором New Voices of Freedom; U2 також відвідали Грейсленд та Sun Studio в Мемфісі (місця де жив і записувався Елвіс Преслі), де вони зробили запис нового матеріалу. Ці нові пісні та враження гурту в період турне були задокументовані для альбому Rattle and Hum 1988 року і для однойменного фільму режисера Філа Джоану.
Завершивши тур гурт заробив $40 мільйонів, але незважаючи на його комерційний успіх та позитивні відгуки, U2 були незадоволені в творчому плані, і Боно вважав, що їх музика була ще «сирою» для такого успіху. Маллен говорив: «Ми були відомими, але не були найкращими», для Боно тур був «одним з найгірших періодів [їх] музичного життя». Гастролюючи, U2 були на межі смерті, разом з травмами, які Боно отримував під час виконання пісень. Гурт натякнув, що стреси від туру підштовхнули їх насолодитися «рок-н-рольним способом життя», якого вони уникали раніше.

## Вплив
PopMatters 2007 року
The Joshua Tree є найбільш комерційно успішним альбомом гурту, у всьому світі продано близько 25 мільйонів копій, що робить його одним з найбільш продаваних альбомів усіх часів. Альбом входить в список найбільш продаваних альбомів в США; 11 вересня 1995 року Американська асоціація компаній звукозапису привласнила альбому 10×Платиновий статус, а згодом альбом отримав Діамантову Нагороду. Канадська асоціація компаній звукозапису також привласнила альбому діамантовий сертифікат в Канаді. У Великій Британії продажі The Joshua Tree принесли йому шість платинових сертифікатів, а також срібний статус для ювілейного перевидання альбому 2007 року. В Австралії диск п'ять разів ставав платиновим, а в Новій Зеландії — чотирнадцять.
The Joshua Tree віднесли до розряду найкращих альбомів в історії року, і багато видань помістили його в свої рейтинги найкращих записів, у тому числі Hot Press, Time, Q і Entertainment Weekly. 1997 року газета The Guardian опитала у всьому світі відомих критиків, художників та діджеїв, які поставили запис на 57 місце в списку «100 найкращих альбомів». У 2010 році журнал Spin поставив альбом на 62 місце в списку з 125 найвпливовіших альбомів за 25 років існування видання. У публікації сказано, що п'ятий альбом групи просто насичений божевільними хітами, кожний з яких має політичне забарвлення. У 2012 році журнал Rolling Stone помістив альбом на 27 місце у свій список «500 найкращих альбомів усіх часів», назвавши його «альбомом, який перетворює духовні шукання та політичну боротьбу в хоровий стадіонний спів». Він став найкращим диском U2 в цьому рейтингу. У тому ж році у статті «Найкращі альбоми 1980-х», анонсованої виданням Slant Magazine, зазначалося, що стартове тріо пісень з The Joshua Tree допомогли групі стати «богами та імператорами рок-гімнів 80-х», а також те, що тепер U2 належить не лише Дубліну, але і всьому світу.
Схильність гурту до вирішення політичних та соціальних проблем в піснях, а також їх ступове зображення на чорно-білих фотографіях Антона Корбейна, сприяло створенню іміджу «паломника[ів] з кам'яним обличчям». Цей образ став мішенню для насмішок після того, як гурт критично відгукнулося про проект Rattle і Hum 1988 року. Різні критики називали їх «тупими», «високопарними дірками» і «клоунами». Подальше вивчення американської музики гуртом для проекту було названо «претензійним» та «помилковим і пихатим». Згодом в 1989 році під час Lovetown туру Боно заявив шанувальникам, що U2 «мріють все це повторити» і в 1990-х гурт «переродиться». Гурт додав в своє звучання альтернативний рок, індастріал та електронну танцювальну музику і прийняв більш самоуничижительно, легковажний спосіб, який вони асоціювали з образом «рок-зірки» і з яким боролися в 1980-х. Альбом Achtung Baby (1991) гурт називав альбомом, покликаним «зрубати Дерево Джошуа». Білл Фленаган підсумував вплив The Joshua Tree на кар'єру гурту у своїх подорожніх записках для 20-річного перевидання альбому: «The Joshua Tree зробив з U2 інтернаціональних рок-зірок та встановив для них стандарт, в яку сторону вони будуть розвиватися і до чого вони будуть прагнути після нього».

## Список композицій
Автор слів Боно, автор музики U2. 
| Перша сторона | Перша сторона                                | Перша сторона |
| #             | Назва                                        | Тривалість    |
| ------------- | -------------------------------------------- | ------------- |
| 1.            | «Where the Streets Have No Name»             | 5:38          |
| 2.            | «I Still Haven't Found What I'm Looking For» | 4:38          |
| 3.            | «With or Without You»                        | 4:56          |
| 4.            | «Bullet the Blue Sky»                        | 4:32          |
| 5.            | «Running to Stand Still»                     | 4:18          |

| Друга сторона | Друга сторона                | Друга сторона |
| #             | Назва                        | Тривалість    |
| ------------- | ---------------------------- | ------------- |
| 6.            | «Red Hill Mining Town»       | 4:54          |
| 7.            | «In God's Country»           | 2:57          |
| 8.            | «Trip Through Your Wires»    | 3:33          |
| 9.            | «One Tree Hill»              | 5:23          |
| 10.           | «Exit»                       | 4:13          |
| 11.           | «Mothers of the Disappeared» | 5:12          |
| 50:11         |                              |               |

## Учасники запису
| U2 - Боно — вокал, губна гармоніка, гітара - Едж — гітари, бек-вокал, фортепіано - Адам Клейтон — бас-гітара - Ларрі Маллен-мол. — ударні Додаткові музиканти - Браян Іно — клавішні, програмування DX7, бек-вокал - Даніель Лануа — бубон, омнікорд, ритм-гітара, бек-вокал - The Armin Family — струнні інструменти (9) - The Arklow Silver Band — духові інструменти (6) | Технічний персонал - Даніель Лануа, Браян Іно — продюсери - Флад — звукорежисер - Дейв Міген і Пет Маккарті — додаткові звукорежисери - Стів Ліллівайт — мікшування (1, 3, 4, 6) - Марк Велліс — інженер мікшування - Мері Кетл — асистент інженера мікшування - Джо O'Херліхі, Дес Бродберрі, Том Маллеллі, Тім Баклі, Марк Коулмен, Мері Гоф, Меріон Сміт — студійний персонал - Стів Еверілл — дизайн обкладинки - Антон Корбейн — фотографія |

## Позиції в чартах і сертифікації
| Країна            | Найвища позиція | Сертификація |
| ----------------- | --------------- | ------------ |
| Австралія         |                 | [ 140 ]      |
| Австрія           | 1               | 3×Золотий    |
| Бельгія           | 24              |              |
| Канада            |                 | Діамантовий  |
| Данія             | 39              | [ 143 ]      |
| Європейський Союз |                 | 7×Платиновий |
| Фінляндія         |                 | Золотий      |
| Франція           |                 | 2×Платиновий |
| Німеччина         | 1               | 2×Платиновий |
| Угорщина          |                 | [ 148 ]      |
| Нідерланди        | 1               |              |
| Нова Зеландія     | 1               | 6×Платиновий |
| Норвегія          | 4               |              |
| Швейцарія         | 1               |              |
| Швеція            | 1               | Золотий      |
| Велика Британія   |                 | 6×Платиновий |
| США               |                 | Діамантовий  |